# Rezerwat przyrody Zamczysko Turskie
Rezerwat przyrody Zamczysko Turskie – rezerwat leśny w gminie Osiek, w powiecie staszowskim, w województwie świętokrzyskim. Jest położony pomiędzy zabudowaniami miejscowości Tursko Małe i Kolonia Tursko, ale w obrębie ewidencyjnym Strużki.
- Powierzchnia: 2,52 ha[1] (akt powołujący podawał 2,45 ha)
- Rok utworzenia: 1979
- Dokument powołujący: Zarządz. MLiPD z 19.04. 1979; M.P. z 1979 r. nr 13, poz. 77, § 12
- Numer ewidencyjny WKP: 011
- Charakter rezerwatu: częściowy
- Przedmiot ochrony: las mieszany o charakterze pierwotnym, porośnięty mieszanym lasem bukowym z domieszką jodły, jawora, klonu i dębu bezszypułkowego z runem typowym dla buczyn dolnoreglowych

Rezerwat obejmuje niewielkie, pagórkowate wzniesienie, na którym znajdują się pozostałości wałów ziemnych.
W runie występują: podagrycznik pospolity, zdrojówka rutewkowata, starzec gajowy, kuklik pospolity, czyściec leśny. Na niewielkiej śródleśnej polanie można spotkać tomkę wonną i groszek leśny.
Według obowiązującego planu ochrony ustanowionego w 2004 roku, obszar rezerwatu objęty jest ochroną czynną i krajobrazową.